# Whitney Smith

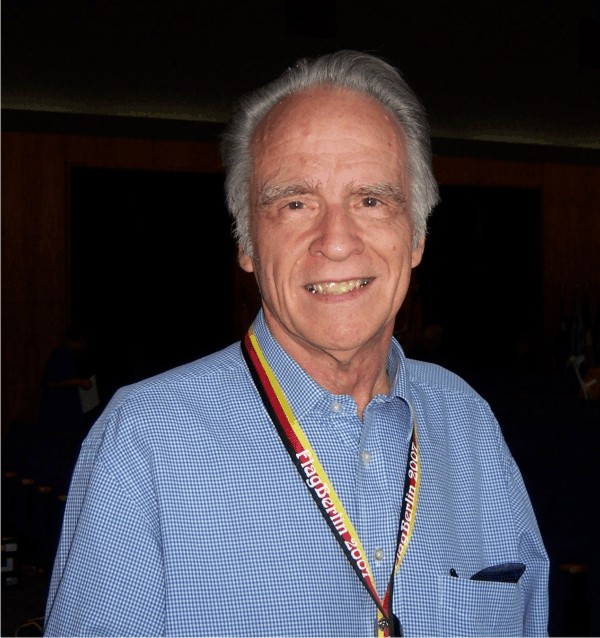
Whitney Smith (2007)

Whitney Smith (* 26. Februar 1940 in Arlington, Massachusetts; † 17. November 2016) war ein Vexillologe aus den Vereinigten Staaten. Der Begriff Vexillologie (Flaggenkunde) wurde von ihm 1959 eingeführt.
1962 gründete Smith das Flag Research Center in Winchester, Massachusetts und hatte auch bei der Gründung der North American Vexillological Association (NAVA) im Jahre 1967 eine führende Rolle inne. Smith schrieb 27 Bücher über Flaggen und arbeitete für verschiedene Regierungen und andere Organisationen als Berater.
Von Smith kam ein Flaggenentwurf, der nach mehreren Veränderungen zur heutigen Flagge des südamerikanischen Staats Guyana wurde.